# Photonectes mirabilis
Photonectes mirabilis is een straalvinnige vissensoort uit de familie van Stomiidae. De wetenschappelijke naam van de soort is voor het eerst geldig gepubliceerd in 1927 door Parr.